# Swinhoes prinia
Swinhoes prinia, Swinhoeprinia of Chinese prinia (Prinia striata) is een zangvogel uit de familie Cisticolidae. Het is een endemische soort in China. Tot 2019 werd de soort gerekend tot de bergprinia (Prinia crinigera). De Nederlandse naam verwijst naar de Britse natuuronderzoeker Robert Swinhoe die deze vogel in 1859 wetenschappelijk heeft beschreven.

## Verspreiding en leefgebied
Deze vogel komt voor in China en Taiwan en telt drie ondersoorten:
- P. s. catharia in de binnenlanden van China
- P. s. parumstriata: in het zuidoostelijk kustgebied van China
- P. s. striata: op het eiland Taiwan

## Status
Swinhoes prinia komt niet als aparte soort voor op de lijst van het IUCN, maar is daar (nog) een ondersoort van de bergprinia (Prinia crinigera).